# Не газите мушкатле
„Не газите мушкатле” је југословенски ТВ филм из 1972. године. Режирао га је Милан Јелић који је написао и сценарио.

## Улоге
| Глумац           | Улога |
| ---------------- | ----- |
| Мира Бањац       |       |
| Иван Бекјарев    |       |
| Војислав Мићовић |       |
| Бранка Петрић    |       |
| Божидар Стошић   |       |
| Гизела Вуковић   |       |